# Echiniscus walteri
Echiniscus walteri är en djurart som tillhör fylumet trögkrypare, och som beskrevs av Giovanni Pilato och Oscar Lisi 2003. Echiniscus walteri ingår i släktet Echiniscus och familjen Echiniscidae. Inga underarter finns listade i Catalogue of Life.